# أخبار كاذبة

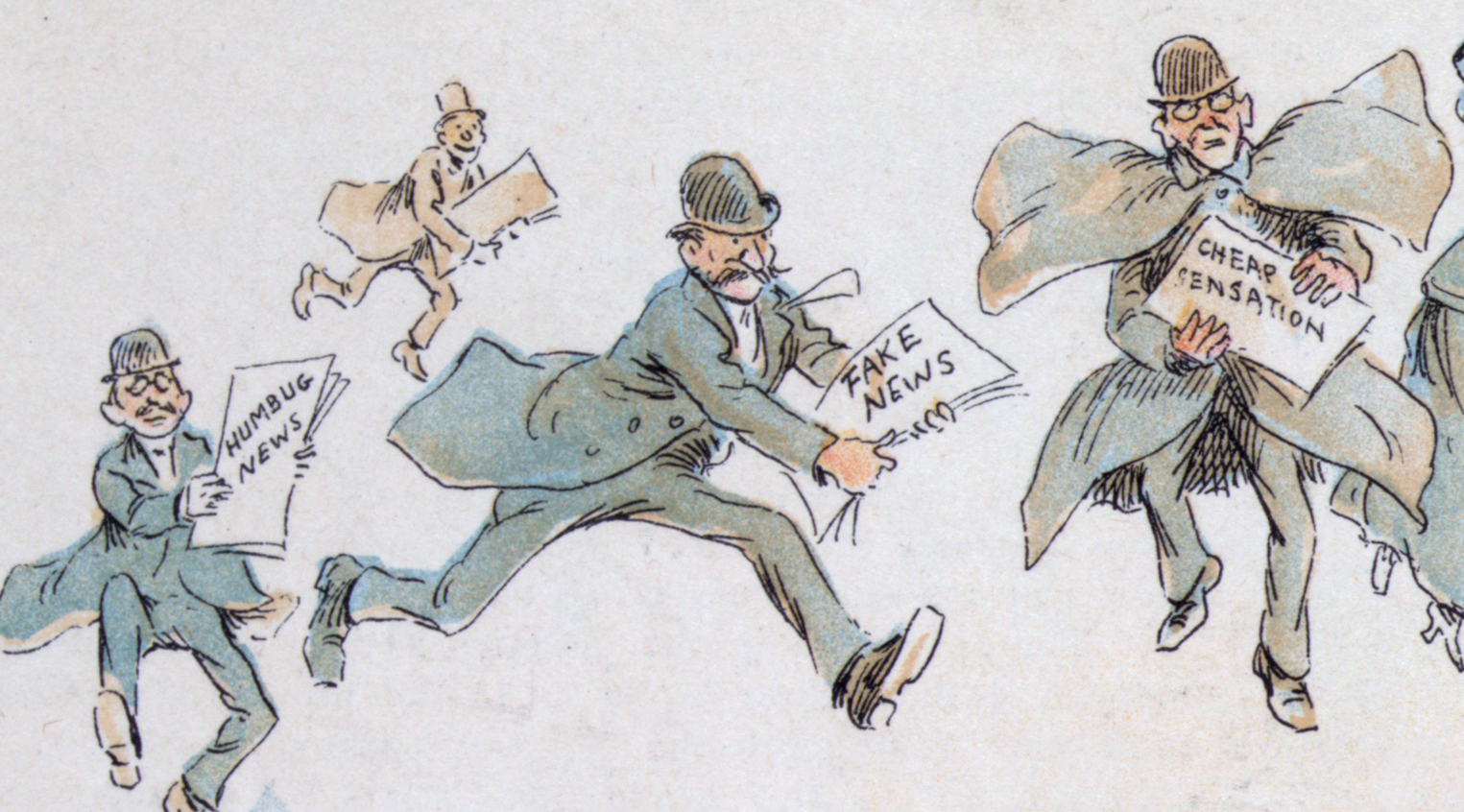

الأَخْبَارُ الكَاذِبَة أو الأخبار الزائفة (بالإنجليزية: fake news)‏ (تُعرف أيضًا باسم الأخبار المزيفة أو الأخبار غير المهمة، أو الأخبار الكاذبة، أو الأخبار المخادعة) هي شكل من أشكال الأخبار التي تتكون من معلومات مضللة منتشرة عبر وسائط الأخبار التقليدية (المطبوعة والإذاعية) أو عبر وسائل التواصل الاجتماعي عبر الإنترنت. أعادت الأخبار الرقمية وزادت من استخدام الأخبار المزيفة، أو الصحافة الصفراء. غالبًا ما يتردد صدى هذه الأخبار على أنها معلومات مضللة في وسائل التواصل الاجتماعي ولكنها تجد طريقها إلى وسائل الإعلام الرئيسية أيضًا.
تُكتب الأخبار المزيفة وتنشر عادة بهدف التضليل من أجل إلحاق ضرر بوكالة أو كيان أو شخص و / أو تحقيق مكاسب مالية أو سياسية، وغالبًا ما تستخدم عناوين مثيرة أو غير أمينة أو ملفقة لزيادة القراء. وبالمثل، تكتسب روابط القصص والعناوين الجاذبة للانتباه إيرادات الإعلانات من هذا النشاط.
زادت أهمية الأخبار المزيفة في السياسة تجاوز الحقائق. بالنسبة لمنافذ الوسائط، تعد القدرة على جذب المشاهدين إلى مواقع الويب الخاصة بهم ضرورية لتحقيق إيرادات الإعلانات عبر الإنترنت. نشر قصة بمحتوى خاطئ يجذب المستخدمين يفيد المعلنين ويحسن التصنيفات. ساهمت سهولة الوصول إلى عائدات الإعلانات عبر الإنترنت، وزيادة الاستقطاب السياسي وشعبية وسائل التواصل الاجتماعي، وخاصة في الفيسبوك، في انتشار الأخبار المزيفة، التي تتنافس مع الأخبار الحقيقية المشروعة. كما تورطت الجهات الفاعلة الحكومية المعادية في توليد ونشر أخبار وهمية، وخاصة خلال الانتخابات.
تقوض الأخبار المزيفة التغطية الإعلامية الجادة وتُصعّب على الصحفيين تغطية الأخبار الهامة. وجدت نتائج دراسة أجراه موقع BuzzFeed أن أفضل 20 خبر إخباري مزيف حول الانتخابات الرئاسية الأمريكية لعام 2016 حصل على مشاركة أكبر على الفيسبوك من أكبر 20 قصة انتخابية من 19 منفذًا إعلاميًا رئيسيًا. وقد انتُقدت مواقع الأخبار المزيفة التي يستضيفها مجهولون والتي تفتقر إلى الناشرين المعروفين، لأنها تجعل من الصعب مقاضاة مصادر الأخبار المزيفة بسبب التشهير.
يُستخدم مصطلح «الصحافة الكاذبة» في بعض الأحيان للتشكيك في الأخبار المشروعة من وجهة نظر سياسية معارضة. خلال وبعد حملته الانتخابية وانتخابه الرئاسي، أشاع دونالد ترامب مصطلح «الأخبار المزيفة» بهذا المعنى، بغض النظر عن صدق الأخبار، عندما استخدمها لوصف التغطية الصحفية السلبية لنفسه. نتيجة لسوء استخدام المصطلح من قبل ترامب، تعرض المصطلح لانتقادات متزايدة، وفي أكتوبر 2018 قررت الحكومة البريطانية أنها لن تستخدم المصطلح لأنه «مصطلح غير مُعرف بشكل جيد ومضلل ويخلط بين مجموعة متنوعة من معلومات خاطئة، من الخطأ الحقيقي إلى التدخل الأجنبي في العمليات الديمقراطية».

## تعريف
الأخبار المزيفة هي كلمة جديدة غالبًا ما تستخدم للإشارة إلى الأخبار الملفقة. هذا النوع من الأخبار، الموجود في الأخبار التقليدية أو وسائل التواصل الاجتماعي أو مواقع الأخبار المزيفة، ليس لها أي أساس في الواقع، ولكنها تُقدم على أنها دقيقة من الناحية الواقعية.
قال مايكل رادوتزكي، وهو منتج لبرنامج 60 دقيقة، إن برنامجه يعتبر الأخبار المزيفة "قصصًا ربما تكون خاطئة ولديها جاذبية شعبية ويستهلكها ملايين الأشخاص". لا توجد هذه القصص فقط في السياسة، ولكن أيضًا في مجالات مثل التلقيح والأسهم والتغذية. لم يتضمن أخباراً "استشهد بها السياسيون ضد وسائل الإعلام للقصص أو للتعليقات التي لا يحبونها" باعتبارها أخبارًا مزيفة. قال جاي كامبانيل، وهو أيضًا منتج في نفس البرنامج، "ما نتحدث عنه هو قصص مصطنعة تمامًا. بمعظم التدابير، وعمداً، وبكامل تعريف الكلمة، هذه كذبة.
" القصد والغرض من الأخبار المزيفة هو المهم. في بعض الحالات، قد يكون ما يبدو أخباراً مزيفة هو تهكم للأخبار، يستخدم مبالغة ويدخل عناصر غير واقعية تهدف إلى التسلية أو التوضيح، بدلاً من الخداع. يمكن أن تكون البروباغندا أيضًا أخبارًا مزيفة. وقد أبرز بعض الباحثين أن «الأخبار المزيفة» يمكن تمييزها ليس فقط من خلال زيف محتواها، ولكن أيضًا "طابع تداولها عبر الإنترنت". تحدد كلير ووردل من مؤسسة "اخبار المسودة الأولى" سبعة أنواع من الأخبار المزيفة:
- تهكم أو سخرية («لا نية للتسبب في ضرر ولكن فيها القدرة على خداع»)
- ارتباط خاطئ («عندما لا تدعم العناوين أو الصور المرئية أو التوضيحية المحتوى»)
- محتوى مُضلل («الاستخدام المضلل للمعلومات لتأطير مشكلة أو فرد»)
- سياق خاطئ («عندما يتم مشاركة محتوى أصلي مع معلومات سياقية خاطئة»)
- احتيال في محتوى («عندما تُنتحل المصادر الأصلية» بمصادر زائفة ومكيفة)
- مُحتوى مُعالج («عندما يتم التلاعب بالمعلومات أو الصور الحقيقية للخداع»، كما هو الحال مع صورة «مُعالجة»)
- محتوى ملفق («المحتوى الجديد خاطئ بنسبة 100٪، مصمم للخداع وإلحاق الأذى»)

في سياق الولايات المتحدة وعملياتها الانتخابية في 2010، أدت الأخبار المزيفة إلى إثارة جدال كبير، حيث حدد بعض المعلقين القلق بشأنه باعتباره حالة من الذعر الأخلاقي أو الهستيريا الجماعية وآخرون قلقون بشأن الأضرار التي لحقت بالثقة العامة.
في يناير 2017، بدأ مجلس العموم البريطاني تحقيقاً برلمانياً في «الظاهرة المتزايدة للأخبار المزيفة».
قام البعض، وأبرزهم رئيس الولايات المتحدة دونالد ترامب، بتوسيع معنى «الأخبار المزيفة» لتشمل الأخبار التي كانت سلبية لرئاسته.

## انتقاد المصطلح
في نوفمبر 2017، أعلنت كلير وارد (المذكورة أعلاه) أنها رفضت عبارة «الأخبار المزيفة» و «الرقابة عليها في محادثة»، ووجدت أنها «غير كافية بشكل يدعو للأسف» لوصف القضايا. تتحدث الآن عن «تلوث المعلومات» وتميز بين ثلاثة أنواع من المشاكل: «المعلومات الخاطئة»، و «والمعلومات المُضللة»، و «والمعلومات المنشورة بنية الاذى»:
1. معلومات خاطئة: تُنشر معلومات كاذبة دون قصد ضار.
2. معلومات مُضللة: تم إنشاؤها ومشاركتها بواسطة أشخاص ذوي نوايا ضارة.
3. معلومات منشورة بنية الاذى: نشر المعلومات «الحقيقية» بقصد التسبب في ضرر.[33]

كان المؤلف تيري براتشيت، الذي كان صحفيًا، من أوائل من أبدوا قلقهم بشأن انتشار الأخبار المزيفة على الإنترنت. في مقابلة أجراها عام 1995 مع بيل غيتس، مؤسس شركة مايكروسوفت، قال: «لنفترض أنني أسمي نفسي معهدًا لشيء ما، وقررت الترويج لنظرية زائفة قائلة إن اليهود مسؤولون تمامًا عن الحرب العالمية الثانية والهولوكوست لم تحدث، وقد انتشر ذلك على الإنترنت وأتيح بنفس الشروط مثل أي جزء من البحوث التاريخية التي خضعت لمراجعة الأقران وما إلى ذلك. هناك نوع من التكافؤ في تقدير المعلومات على الشبكة. ولا توجد وسيلة لمعرفة ما إذا كانت هذه الأشياء لها أي أساس أو ما إذا كان شخص ما قد اخترعها للتو». كان غيتس متفائلاً وغير موافق على هذا الكلام، قائلاً إن السلطات على الإنترنت ستفهرس الحقائق وتسمعها وتدققها بطريقة أكثر تطوراً من المطبوعات. ولكن كان براتشيت هو الذي «تنبأ بدقة كيف سينشر الإنترنت الأخبار المزيفة ويضفي الشرعية عليها».
بسبب الأسلوب الذي اختاره الرئيس دونالد ترامب لاستخدام مصطلح «الأخبار الكاذبة»، حذرت مارغريت سوليفان، كاتبة العمود الإعلامي في صحيفة واشنطن بوست، زملائها الصحفيين من أن «الوقت قد حان للتخلص من مصطلح الأخبار الكاذبة الملوث. على الرغم من أن المصطلح لم يكن موجودًا لفترة طويلة، لكنه فقد معناها بالفعل». بحلول أواخر عام 2018، أصبح مصطلح «الأخبار الكاذبة» محظورًا، وكان الصحفيون الأمريكيون، بما في ذلك معهد بوينتر، يطلبون من الشركات الاعتذار والتخلص من الإنتاجات التي تستخدم هذا المصطلح.
في أكتوبر 2018 قررت الحكومة البريطانية عدم استخدام مصطلح «الأخبار الكاذبة» في الوثائق الرسمية لأنه «مصطلح سيئ التعريف ومضلل يخلط بين مجموعة متنوعة من المعلومات الخاطئة، بدءًا من الخطأ الحقيقي مرورًا بالتدخل الأجنبي في العمليات الديمقراطية». جاء ذلك بعد توصية من اللجنة الرقمية والثقافية والإعلامية والرياضية التابعة لمجلس العموم بتجنب المصطلح.
ومع ذلك، ما تزال المراجعات الأخيرة للأخبار الكاذبة تعتبرها مفهومًا واسعًا مفيدًا، مكافئًا في المعنى للأخبار الملفقة، منفصلًا عن الأنواع ذات الصلة من المحتوى الإخباري الإشكالي أو اضطراب المعلومات، مثل الأخبار الحزبية، وهذه الأخيرة هي مصدر خاص للاستقطاب السياسي.

## تمييزها
وفقًا لدليل المكتبة الأكاديمية، فإن عددًا من الجوانب المحددة للأخبار الكاذبة قد تساعد في التعرف عليها وبالتالي تجنب التأثر بها دون مبرر. وتشمل هذه: طُعم النقرة، والدعاية، والهجاء/المحاكاة الساخرة، والصحافة القذرة، والعناوين المضللة، والتلاعب، ومروجو الشائعات، والمعلومات المضللة، والتحيز الإعلامي، وتحيز الجمهور، ومزارع المحتوى.
نشر الاتحاد الدولي لجمعيات ومؤسسات المكتبات ملخصًا في شكل رسم بياني (في الصورة على اليسار) لمساعدة الأشخاص في التعرف على الأخبار الكاذبة. نقاطها الرئيسية هي:
1. النظر في المصدر (لفهم مهمتها والغرض منها)
2. اقرأ ما وراء العنوان الرئيسي (لفهم القصة كاملة)
3. تحقق من المؤلفين (لمعرفة ما إذا كانوا حقيقيين وذوي مصداقية)
4. تقييم المصادر الداعمة (للتأكد من أنها تدعم الادعاءات)
5. تحقق من تاريخ النشر (لمعرفة ما إذا كانت القصة ذات صلة وحديثة)
6. اسأل عما إذا كانت مزحة (لتحديد ما إذا كان من المفترض أن تكون ساخرة)
7. راجع تحيزاتك (لمعرفة ما إذا كانت تؤثر على حكمك)
8. اسأل الخبراء (للحصول على تأكيد من أشخاص مستقلين لديهم معرفة).[44]

وتدعم الشبكة الدولية لتقصي الحقائق، التي أُطلقت في عام 2015، الجهود التعاونية الدولية في مجال التحقق من الحقائق، وتوفر التدريب، وقد نشرت مدونة مبادئ. في عام 2017 قدمت عملية تقديم الطلبات والتدقيق للمنظمات الصحفية. أنشأت المجلة الإعلامية المستقلة غير الهادفة للربح ذا كنفرزيشن، وهي أحد الموقعين المعتمدين لدى الشبكة الدولية لتقصي الحقائق، رسمًا متحركًا قصيرًا يشرح عملية التحقق من الحقائق، والتي تتضمن «ضوابط وتوازنات إضافية، بما في ذلك مراجعة الأقران الأعمى الذي يجريه خبير أكاديمي ثانٍ، وتدقيق إضافي ورقابة تحريرية».
بدءًا من العام الدراسي 2017، يُدرس الأطفال في تايوان منهجًا جديدًا مصممًا لتعليم القراءة النقدية للدعاية وتقييم المصادر. تسمى الدورة «محو الأمية الإعلامية»، وتقدم تدريبًا في مجال الصحافة في مجتمع المعلومات الجديد.

### التمييز عبر الإنترنت
أصبحت الأخبار الكاذبة منتشرة بشكل متزايد على مدى السنوات القليلة الماضية، مع أكثر من 100 مقالة وشائعة مضللة حول الانتخابات الرئاسية الأمريكية لعام 2016 وحدها. تميل هذه المقالات الإخبارية الكاذبة إلى أن تأتي من مواقع إخبارية ساخرة أو مواقع فردية ذات حافز لنشر معلومات خاطئة، إما كطُعم نقرة أو لخدمة غرض ما. نظرًا لأنهم يأملون عادةً في الترويج عن قصد لمعلومات غير صحيحة، فمن الصعب جدًا اكتشاف مثل هذه المقالات.
جادل الباحث الإعلامي نولان هيدون بأن التعليم الإعلامي النقدي الذي يركز على تعليم الطلاب كيفية اكتشاف الأخبار الكاذبة هو الطريقة الأكثر فاعلية للتخفيف من التأثير الضار للدعاية. يقدم هيدون في كتابه «تحليل الأخبار الكاذبة: تعليم الأخبار النقدية» دليلًا من عشر خطوات للكشف عن الأخبار الكاذبة. عند تحديد مصدر المعلومات، يجب على المرء أن ينظر إلى العديد من السمات، بما في ذلك على سبيل المثال لا الحصر محتوى البريد الإلكتروني ومشاركات وسائل التواصل الاجتماعي. وعلى وجه التحديد، عادة ما تكون اللغة أكثر إثارة في الأخبار الكاذبة من المقالات الحقيقية، ويرجع ذلك جزئيًا إلى أن الغرض هو التشويش وتوليد النقرات.
علاوة على ذلك، فإن تقنيات النمذجة مثل ترميزات إن-غرام وحقيبة الكلمات كانت بمثابة تقنيات لغوية أخرى لتحديد صحة مصدر الأخبار. علاوة على ذلك، قرر الباحثون أن الإشارات المرئية تلعب أيضًا دورًا في تصنيف المقالة، وتحديدًا يمكن تصميم بعض الميزات لتقييم ما إذا كانت الصورة صحيحة وتوفر مزيدًا من الوضوح في الأخبار. هناك أيضًا العديد من ميزات السياق الاجتماعي التي يمكن أن تلعب دورًا، بالإضافة إلى نموذج نشر الأخبار. تحاول مواقع الويب مثل «سنوبس» اكتشاف هذه المعلومات يدويًا، بينما تحاول بعض الجامعات بناء نماذج رياضية لتقوم بذلك بنفسها.

## استراتيجيات المكافحة والقمع
تجري أبحاث كبيرة بشأن استراتيجيات مواجهة وقمع الأخبار الكاذبة بجميع أنواعها، ولا سيما المعلومات المضللة، التي تتمثل في النشر المتعمد لروايات كاذبة لأغراض سياسية، أو لزعزعة استقرار التماسك الاجتماعي في المجتمعات المستهدفة. ومن الضروري أن تكون الاستراتيجيات المتعددة مصممة وفقًا لأنواع منفردة من الأخبار الكاذبة، اعتمادًا على سبيل المثال على ما إذا كانت الأخبار الكاذبة تنتج عمدًا، أو على نحو غير مقصود أو غير واع.
توجد ملخصات منتظمة ممتازة للأحداث والبحوث الجارية على المواقع الشبكية والرسائل الإخبارية الإلكترونية لعدد من منظمات الدعم. وتجدر الإشارة بشكل خاص إلى مسودة الأخبار الأولى ومؤسسة نيمان للصحافة (جامعة هارفارد).

### شركات التنظيم والتكنولوجيا
من الانتقادات الصحيحة لشركات وسائل التواصل الاجتماعي أنها تقدم المحتوى الذي يحبه المستخدمون، بناءً على تفضيلات المشاهدة السابقة. من الآثار الجانبية غير المرغوب فيها تعزيز التحيز التأكيدي لدى المستخدمين، مما يعزز بدوره قبول الأخبار الكاذبة. للحد من هذا التحيز، يجب أن يصبح التنظيم الذاتي الفعال والتنظيم المطبق قانونيًا لوسائل التواصل الاجتماعي (لا سيما فيسبوك وتويتر) ومحركات البحث على الويب (لا سيما جوجل) أكثر فاعلية وابتكارًا. النهج العام لشركات التكنولوجيا هذه هو الكشف عن الأخبار الإشكالية من خلال التحقق البشري من الحقائق والذكاء الاصطناعي الآلي (التعلم الآلي ومعالجة اللغة الطبيعية وتحليل الشبكة). استخدمت شركات التكنولوجيا استراتيجيتين أساسيتين للرد: خفض ترتيب الأخبار الكاذبة، ورسائل التحذير.
في المنهج الأول، يُقلل ترتيب المحتوى الذي به مشكلات بواسطة خوارزمية البحث، على سبيل المثال، إلى الصفحة الثانية أو الصفحات اللاحقة على بحث جوجل، بحيث يقل احتمال رؤيته للمستخدمين (يقوم معظم المستخدمين بتصفح الصفحة الأولى من نتائج البحث فقط). ومع ذلك، تنشأ مشكلتان. الأولى هي أن الحقيقة ليست بيضاء وسوداء، وغالبًا ما يختلف مدققو الحقائق حول كيفية تصنيف المحتوى الذي تتضمنه مجموعات التدريب على الكمبيوتر، مما يعرضهم لخطر الإيجابيات الكاذبة والرقابة غير المبررة. أيضًا، غالبًا ما تتطور الأخبار المزيفة بسرعة، وبالتالي قد تكون أدوات تحديد المعلومات المضللة غير فعالة في المستقبل.
يتضمن المنهج الثاني إرفاق تحذيرات بالمحتوى الذي وجد مدققو الحقائق المحترفون أنه خاطئ. تشير الكثير من الأدلة إلى أن التصحيحات والتحذيرات تؤدي إلى تقليل المفاهيم الخاطئة والمشاركة. على الرغم من بعض الأدلة المبكرة على أن التحقق من الحقائق يمكن أن يأتي بنتائج عكسية، فقد أظهرت الأبحاث الحديثة أن هذه الآثار العكسية غير شائعة للغاية. ولكن هناك مشكلة مهمة تتمثل في أن التحقق المهني من صحة الحقائق ليس قابلًا للتطوير -فقد يستغرق الأمر وقتًا وجهدًا كبيرين للتحقيق في كل ادعاء بعينه. وعلى هذا فإن العديد من الادعاءات الكاذبة (إن لم يكن أغلبها) لا تخضع للتقصي على الإطلاق. أيضًا، العملية بطيئة، والتحذير قد يُفوت فترة ذروة الانتشار الفيروسي. علاوة على ذلك، عادةً ما تكون التحذيرات مرتبطة فقط بالأخبار الكاذبة الصارخة، بدلًا من التغطية المنحازة للأحداث التي وقعت بالفعل.

### تعزيز الحقائق على العواطف
أوضح فيلسوف العلوم الأمريكي لي ماكنتاير، الذي أجرى أبحاثًا في الموقف العلمي وما بعد الحقيقة، أهمية الأساس الواقعي للمجتمع، مفضلًا إياه على الأساس الذي تحل فيه المشاعر محل الحقائق. تتمثل الاستراتيجية الرئيسية في إغراق مساحة المعلومات، لا سيما وسائل التواصل الاجتماعي ونتائج بحث مستعرض الويب بالأخبار الواقعية، وبالتالي إغراق المعلومات المضللة. يعتبر التفكير النقدي أحد العوامل الرئيسية في إثبات الحقائق، والذي ينبغي تجسيد مبادئه على نحو أشمل في جميع مقررات التعليم المدرسي والجامعي. التفكير النقدي هو أسلوب تفكير يتعلم فيه المواطنون، قبل حل المشكلات واتخاذ القرار اللاحق، الانتباه إلى محتوى الكلمات المكتوبة، والحكم على دقتها ووضوحها، من بين سمات أخرى جديرة بالاهتمام.
تُظهر دراسة حديثة أجراها راندي شتاين وزملاؤه أن المحافظين يقدّرون القصص الشخصية (الأدلة غير العلمية أو البديهية أو التجريبية) أكثر من الليبراليين (التقدميين)، وبالتالي ربما يكونون أقل تأثرًا بالأدلة العلمية. غير أن هذه الدراسة لم تختبر سوى الردود على الرسائل غير السياسية.

### مواجهة فردية
يجب أن يواجه الأفراد المعلومات المضللة عند اكتشافها في المدونات على الإنترنت، حتى ولو لفترة وجيزة، وإلا فإنها قد تتفاقم وتتكاثر. من المحتمل أن يكون الشخص الذي يُرد عليه مقاومًا للتغيير، ولكن قد يقرأ العديد من المدونين الآخرين ويتعلمون من الرد القائم إلى الأدلة. ومن الأمثلة الوحشية المُستفاد منها ما تعرض له جون كيري أثناء الحملة الانتخابية الرئاسية في الولايات المتحدة عام 2004 ضد جورج دبليو. بوش. زعم محاربو القوارب السريعة القدماء من أجل الحقيقة اليمينيين زورًا أن كيري أظهر الجبن خلال حرب فيتنام. ورفض كيري الرد على تلك المزاعم لمدة أسبوعين، على الرغم من تعرضه لانتقادات في وسائل الإعلام، وقد ساهم هذا التصرف في خسارته الهامشية لبوش.
لكن ينبغي توخي الحذر عند فضح الأخبار الكاذبة المبالغ فيها. غالبًا ما يكون من غير الحكمة لفت الانتباه إلى الأخبار المزيفة التي ينشرها موقع إلكتروني أو مدونة قليلة التأثير (موقع له عدد قليل من المتابعين). يمكن أن يؤدي فضح هذه الأخبار الكاذبة من قبل صحفي في مكان رفيع المستوى مثل نيويورك تايمز، إلى انتشار الادعاء الكاذب على نطاق واسع وازدياد عدد من يصدقونه.

### صحة المناعة العقلية والتحصين
يناقش الفيلسوف الأمريكي آندي نورمان، في كتابه المناعة العقلية، علمًا جديدًا في علم المناعة المعرفي كدليل عملي لمقاومة الأفكار السيئة (مثل نظريات المؤامرة)، وكذلك تجاوز العصبية القبلية التافهة، من خلال تعزيز قدرتنا على التفكير النقدي. ومع ذلك، يؤكد أن السبب والطريقة العلمية ومهارات التفكير النقدي وحدها غير كافية لمواجهة المجال الواسع للمعلومات الخاطئة. ينبغي التغاضي عن قوة الانحياز التأكيدي، والاستدلال المدفوع والتحيزات المعرفية الأخرى التي يمكن أن تشوه بجدية العديد من جوانب «المناعة» العقلية (المرونة العامة للأخبار المزيفة)، لا سيما في المجتمعات المفككة.
مثال عملي هو نظرية التحصين، وهي نظرية اجتماعية نفسية وتواصلية تشرح كيف يمكن حماية موقف أو معتقد من الإقناع أو التأثير بنفس الطريقة التي يمكن بها حماية الجسم من المرض –مثلًا: من خلال التعرض المسبق للإصدارات الضعيفة من تهديد مستقبلي أقوى. تستخدم النظرية التحصين كمثال توضيحي- يُطبق على المواقف (أو المعتقدات) بدلًا من التحصين المطبق على مرض معدٍ. فهي تتمتع بإمكانية كبيرة لبناء القدرة على التحمل العام (الحصانة) ضد المعلومات الخاطئة والأخبار الكاذبة، ومن الأمثلة على ذلك: معالجة إنكار العلم، والسلوكيات الصحية المحفوفة بالمخاطر، والتسويق المتلاعب به عاطفيًا، والرسائل السياسية.
على سبيل المثال: أظهر جون كوك وزملاءه أن نظرية التحصين تبشر بالخير في مواجهة نكران التغير المناخي. وانطوت هذه العملية على خطوتين. الأولى: تعداد وتحليل 50 خرافة مدهشة أو شائعة حول تغير المناخ، من خلال تحديد الأخطاء المنطقية والمغالطات المنطقية لكل منها. الثانية: استخدام مفهوم الحجج المتوازية لشرح العيب في الحجة عن طريق نقل نفس المنطق إلى حالة موازية، غالبًا ما تكون متطرفة أو سخيفة. يمكن إضافة دعابة مناسبة تعطي فعالية خاصة.

## نبذة تاريخية

### القديم
في القرن الثالث عشر قبل الميلاد، نشر رمسيس الأكبر أكاذيب ودعاية تصور معركة قادش على أنها انتصار مذهل للمصريين، وصور مشاهد لنفسه وهو يضرب أعداءه خلال المعركة على جدران جميع معابده تقريبًا. لكن معاهدة السلام المصرية الحيثية كشفت أن المعركة انتهت دون انتصار لأي طرف.
خلال القرن الأول قبل الميلاد، شن أوكتافيوس حملة تضليل ضد منافسه مارك أنطوني، وصوره على أنه سكير، وزير نساء، ومجرد دمية في يد الملكة المصرية كليوباترا السابعة. نشر وثيقة زعم أنها وصية مارك أنطوني، كُتب فيها أن مارك أنطوني يرغب في أن يُدفن في ضريح الفراعنة البطالمة عند وفاته. ومع أن الوثيقة ربما كانت مزورة، لكنها أثارت غضب الجماهير الرومانية. قتل مارك أنطوني نفسه في نهاية المطاف بعد هزيمته في معركة أكتيوم عند سماعه الشائعات الكاذبة التي نشرتها كليوباترا نفسها مدعية أنها انتحرت.
خلال القرنين الثاني والثالث بعد الميلاد، انتشرت شائعات كاذبة عن مسيحيين زُعم أنهم يمارسون طقوس أكل لحوم البشر وزنا المحارم. في أواخر القرن الثالث الميلادي، اخترع المدافع المسيحي لاكتانتيوس قصصًا متشابهة عن الوثنيين المتورطين في أعمال لا أخلاقية ووحشية، بينما ابتكر الكاتب المعادي للمسيحية، فرفوريوس، قصصًا مماثلة عن المسيحيين.

### القرون الوسطى
في عام 1475 زعمت قصة إخبارية كاذبة في ترينتو أن الجالية اليهودية قتلت رضيعًا مسيحيًا يبلغ من العمر عامين ونصف يدعى سيمونينو. أسفرت القصة عن اعتقال وتعذيب جميع يهود المدينة، وأعدِم 15 منهم حرقًا بربطهم إلى عمود. لقد حاول البابا سيكتوس الرابع نفسه القضاء على القصة، لكن بحلول تلك المرحلة، كان الأمر بالفعل قد أصبح خارج نطاق سيطرة أي شخص.

### بداية العصر الحديث
بعد اختراع المطبعة عام 1439، انتشرت المطبوعات على نطاق واسع ولكن لم يكن هناك معيار أخلاقي للصحافة يجب اتباعه. بحلول القرن السابع عشر، بدأ المؤرخون بوضع مصادرهم في التعقيبات. في عام 1610، عند محاكمة غاليليو، ازداد الطلب على الأخبار التي يمكن التحقق منها.